# Франсуа Ватель

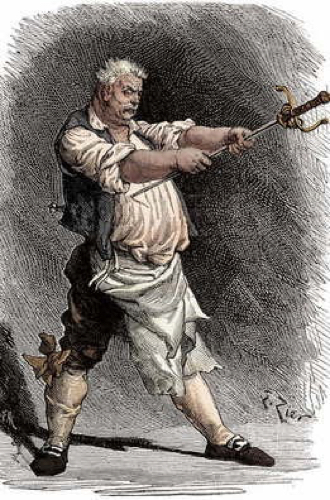
Самовбивство Вателя. Рисунок XIX ст.

Франсуа Ватель (фр. François Vatel) (справжнє ім'я Fritz Karl Watel) (1631 — 24 квітня 1671 р.) — кухар часів Людовика XIV. Народився у 1625, 1631 або 1635.
Відомий своїми надзвичайними кулінарними здібностями та прагненням досконалості.
Наклав на себе руки, коли на королівський бенкет запізнилася риба.